# Comuna Izvoru Berheciului, Bacău
Izvoru Berheciului (în trecut, Târgu Gloduri, Gloduri, și Obârșia) este o comună în județul Bacău, Moldova, România, formată din satele Antohești, Băimac, Făghieni, Izvoru Berheciului (reședința), Obârșia, Oțelești și Pădureni.

## Așezare
Comuna se află în nord-estul județului, în zona cursului superior al râului Berheci (după cum arată și numele ei), în colinele Tutovei. Este traversată de șoseaua județeană DJ241A, care o leagă spre nord de Secuieni (unde se intersectează cu DN2F), Traian, Roșiori și Dămienești și spre sud de Oncești, Vultureni și Dealu Morii, apoi mai departe în județul Vrancea de Corbița (unde se intersectează cu DN11A) și Tănăsoaia și mai departe în județul Galați de Brăhășești și Gohor. La Izvoru Berheciului, din acest drum se ramifică șoseaua județeana DJ241, care duce spre est și sud la Colonești, Răchitoasa, Motoșeni, Glăvănești și Podu Turcului (unde se intersectează cu DN11A), apoi mai departe în județul Vrancea de Tănăsoaia și în județul Galați de Gohor (unde se termină în DN24).

## Demografie
Componența etnică a comunei Izvoru Berheciului
     Români (94,71%)
     Alte etnii (5,29%)
Componența confesională a comunei Izvoru Berheciului
     Ortodocși (93,4%)
     Alte religii (1,37%)
     Necunoscută (5,23%)
Conform recensământului efectuat în 2021, populația comunei Izvoru Berheciului se ridică la 1.606 locuitori, în creștere față de recensământul anterior din 2011, când fuseseră înregistrați 1.537 de locuitori. Majoritatea locuitorilor sunt români (94,71%). Din punct de vedere confesional, majoritatea locuitorilor sunt ortodocși (93,4%), iar pentru 5,23% nu se cunoaște apartenența confesională.

## Politică și administrație
Comuna Izvoru Berheciului este administrată de un primar și un consiliu local compus din 11 consilieri. Primarul, Ionel Cristofor[*], de la Partidul Social Democrat, este în funcție din octombrie 2020. Începând cu alegerile locale din 2024, consiliul local are următoarea componență pe partide politice:
|  | Partid                          | Consilieri | Componența Consiliului | Componența Consiliului | Componența Consiliului | Componența Consiliului | Componența Consiliului | Componența Consiliului | Componența Consiliului |
|  | ------------------------------- | ---------- | ---------------------- | ---------------------- | ---------------------- | ---------------------- | ---------------------- | ---------------------- | ---------------------- |
|  | Partidul Social Democrat        | 7          |                        |                        |                        |                        |                        |                        |                        |
|  | Partidul Național Liberal       | 3          |                        |                        |                        |                        |                        |                        |                        |
|  | Alianța pentru Unirea Românilor | 1          |                        |                        |                        |                        |                        |                        |                        |

## Istorie
La sfârșitul secolului al XIX-lea, comuna purta numele de Târgu Glodurile, făcea parte din plasa Siretul de Sus a județului Bacău și era formată din satele Târgu-Glodurile și Gloduri, având în total 533 de locuitori. În comună existau o școală mixtă deschisă la Târgu Glodurile în 1874 și o biserică ridicată în 1853. La acea vreme, pe teritoriul actual al comunei mai funcționau în aceeași plasă și comunele Obârșia și Oțelești. Comuna Obârșia (fostă Nafornița lui Conachi) era formată din satele Obârșia și Băimac, cu 1220 de locuitori ce trăiau în 328 de case și avea două biserici (una în fiecare sat), proprietari de pământ fiind C. Șendrea, familia Ciuchi și pr. I. Știrbei. Comuna Oțelești era formată din satele Antohești, Oțelești, Făghieni și Pădureni cu 1349 de locuitori, trei biserici și o școală înființată la Antohești în 1892; marii proprietari de pământ erau aici Maria T. Hanuță, Marghioala A. Antohi și D. Condurachi.
Anuarul Socec din 1925 consemnează unificarea celor trei comune sub numele de Obârșia, cu reședința în satul Târgu Glodurile. Ea avea 1115 locuitori în satele Antohești, Băimac, Cimbala, Făghieni, Glod, Târgu Glodurile, Obârșia, Oțelești, Pădureni și Prisaca și făcea parte din plasa Traian a aceluiași județ. În 1931, comuna a luat numele de Glodurile.
În 1950, comuna Gloduri a trecut la raionul Bacău din regiunea Bacău. În 1968, ea a revenit la județul Bacău, reînființat, luând atunci numele actual de Izvoru Berheciului, după noul sat de reședință, rezultat prin unificarea satelor Târgu-Gloduri, Glod și Cimbala.

## Monumente istorice
Singurul obiectiv din comuna Izvoru Berheciului inclus în lista monumentelor istorice din județul Bacău ca monument de interes local este situl arheologic aflat la 500 m sud-est de satul de reședință, sit ce conține urmele unor așezări din perioada Halstatt, Epoca Bronzului târziu (cultura Noua) și Epoca Bronzului (cultura Monteoru).